# 4999 MPC
4999 MPC è un asteroide della fascia principale. Scoperto nel 2001, presenta un'orbita caratterizzata da un semiasse maggiore pari a 3,014009 UA e da un'eccentricità di 0,043874, inclinata di 10,502407° rispetto all'eclittica. Ha un diametro di 12,160 km e un periodo di rotazione di 102,8 ore.
Il nome ricorda le Minor Planet Circulars, un bollettino scientifico pubblicato dal Minor Planet Center.